# Awareness Set
Awareness Set (deutsch „Wahrnehmungsfeld“, auch englisch Knowledge Set) ist beim Kaufverhalten der Konsumenten der Anglizismus für diejenige Teilmenge von Produkten des Güterangebots, die dem Konsumenten bekannt sind und für eine spätere Kaufentscheidung in Frage kommen.

## Allgemeines
Bevor ein Konsument eine Kaufentscheidung trifft, muss er unter anderem auch das Produkt oder konkret die Marke auswählen, die er kaufen will. Zur Auswahl stehen die dem Konsumenten bekannten Produkte (englisch awareness set). Der Awareness Set wurde bereits 1975 in die Fachliteratur eingeführt. Um bekannt zu werden, müssen Produkte in der Werbung erscheinen. Bleiben Produkte etwa wegen fehlender Werbung dem Verbraucher unbekannt (englisch unawareness set), können sie nicht für eine Kaufentscheidung in Betracht kommen. Der Awareness Set wird als für den Entscheidungsprozess geeignet betrachtet.
Nicht zur Auswahl gehören die abgelehnten Marken (englisch reject set) und die Marken, die zwar nicht abgelehnt werden, jedoch auch nicht als akzeptabel angesehen werden (englisch inert set). Letztere werden weder positiv noch negativ vom Konsumenten eingeschätzt, er verhält sich ihnen gegenüber indifferent. Der Evoked set besteht aus gleichartigen Produkten, bei denen der Konsument Präferenzen hegt, mit denen er bereits Erfahrungen gesammelt hat oder bei denen es externe Reize gibt.
Auch im deutschsprachigen Raum werden überwiegend diese Anglizismen verwendet, die durch Philip Kotler 1985 in das Marketing eingeführt wurden. Eher selten werden Wahrnehmungsfeld (englisch awareness set), Berücksichtigungsfeld (englisch evoked set) und Auswahlfeld (englisch choice set) verwendet.

## Selektions-Stufen
Die einzelnen Stufen aller vorhandenen Güterangebote verringern sich um Produkte solange, bis beim Evoked Set eine zur Kaufentscheidung anstehende Auswahl von maximal fünf Produkten vorhanden ist.:
| Hauptart      | Unterarten                    | weitere Unterteilung        | Processed Set                  |
| ------------- | ----------------------------- | --------------------------- | ------------------------------ |
| Available Set | Unawareness Set Awareness Set | Consideration Set Foggy Set | Evoked set Hold Set Reject Set |

Der Unawareness Set ist derjenige Teil des Available Set, welcher dem Konsumenten unbekannt ist und deshalb nicht für eine Kaufentscheidung in Frage kommt. Produktalternativen im Foggy Set sind dem Konsumenten zwar bekannt und können einer Produktklasse zugeordnet werden, kommen jedoch für eine Kaufentscheidung ebenfalls nicht in Frage, weil die Konsumenten  ein unklares Vorstellungbild (englisch foggy, „vernebelt“) von ihnen besitzen.

## Weitere Auswahlstufen
Nach dem „Dynamic Process Model“ aus 1995 steht dem Entscheidungsprozess des Konsumenten das gesamte Güterangebot (englisch total set) zur Verfügung, das sich aus dem einem Konsumenten bekannten Warenangebot (englisch awareness set) und dem unbekannten Warenangebot (englisch unawareness set) zusammensetzt. Ab dem bekannten, noch immer umfangreichen Angebot im Awareness Set gibt es folgende Stufen, welche die Anzahl der bekannten Produkte auf letztlich ein Produkt verkürzen sollen:
| Unterart          | Bemerkung                                                |
| ----------------- | -------------------------------------------------------- |
| Consideration Set | die Alternativen, die einer Vorauswahl unterzogen werden |
| Reject Set        | bekannte, aber abgelehnte Produkte                       |
| Inert Set         | Alternativen, über die keine klare Vorstellung besteht   |
| Inept Set         | Alternativen, die grundsätzlich nicht geeignet sind      |
| Evoked set        | Alternativen, die geeignet sind                          |

Die Kaufentscheidung fällt letztlich zu Gunsten eines Produkts aus dem Evoked Set.

## Wirtschaftliche Aspekte
Damit Produkte oder Marken überhaupt zum „Awareness Set“ werden können, sind Werbung und Marketing erforderlich, um in den Evoked Set gelangen zu können. Durch Assoziation kann beispielsweise der Gedanke an Waschmittel spontane Erinnerungen des Konsumenten an bestimmte Marken hervorrufen. Entstehen hieraus Präferenzen, fallen diese Waschmittel in den Evoked Set.